# Trois fois 20 ans
Pour plus de détails, voir Fiche technique et Distribution.
Trois fois 20 ans (Late Bloomers) est un drame français réalisée par Julie Gavras, sortie en 2011.

## Synopsis
Adam et Mary ont la soixantaine et vivent leur amour comme s'ils étaient des jeunes gens. Mais bientôt se mêle la prise de conscience de leur véritable âge. 

## Fiche technique
- Titre : Trois fois 20 ans
- Titre original : Late Bloomers
- Réalisation : Julie Gavras
- Scénario : Olivier Dazat et Julie Gavras
- Traduction du scénario : David H. Pickering
- Musique : Sodi Marciszewer
- Photographie : Nathalie Durand
- Montage : Pierre Haberer
- Production : Bertrand Faivre et Sylvie Pialat
- Société de production : Les Films du Worso, The Bureau, Be-Films, Canal+ et CinéCinéma
- Société de distribution : Gaumont (France)
- Pays :  France,  Belgique et  Royaume-Uni
- Genre : drame
- Durée : 95 minutes
- Dates de sortie : 
  -  France : 13 juillet 2011

## Distribution
- William Hurt (V. F. : Pierre Arditi) : Adam
- Isabella Rossellini (V. F. : Sylvia Bergé) : Mary
- Doreen Mantle (V. F. : Lucienne Hamon) : Nora
- Kate Ashfield (V. F. : Céline Carrère) : Giulia
- Aidan McArdle (V. F. : Arnaud Bedouët) : James
- Arta Dobroshi : Maya
- Luke Treadaway : Benjamin
- Leslie Phillips : Leo
- Hugo Speer : Peter
- Joanna Lumley : Charlotte
- Simon Callow : Richard

Source et légende : Version française (V. F.) sur le site d’AlterEgo (la société de doublage)